# Trachelas
Trachelas és un gènere d'aranyes araneomorfes de la família dels traquèlids (Trachelidae). El primer en usar aquest nom genèric fou L. Koch el 1866. Era un nomen nudum, i el nom no va estar disponible fins a la descripció de l'espècie tipus per O. Pickard-Cambridge el 1872.
Les espècies d'aquest gènere es troben a Amèrica, a Àfrica, a Àsia i a Europa.

## Taxonomia
Segons el World Spider Catalog amb data de 5 de setembre de 2018 hi ha reconegudes les següents espècies:
- Trachelas alticola Hu, 2001
- Trachelas anomalus (Taczanowski, 1874)
- Trachelas barroanus Chamberlin, 1925
- Trachelas bicolor Keyserling, 1887
- Trachelas bispinosus F. O. Pickard-Cambridge, 1899
- Trachelas borinquensis Gertsch, 1942
- Trachelas brachialis Jin, Yin & Zhang, 2017
- Trachelas bravidus Chickering, 1972
- Trachelas bulbosus F. O. Pickard-Cambridge, 1899
- Trachelas cadulus Chickering, 1972
- Trachelas cambridgei Kraus, 1955
- Trachelas canariensis Wunderlich, 1987
- Trachelas chamoli Quasin, Siliwal & Uniyal, 2018
- Trachelas chubbi Lessert, 1921
- Trachelas contractus Platnick & Shadab, 1974
- Trachelas costatus O. Pickard-Cambridge, 1885
- Trachelas crassus Rivera-Quiroz & Álvarez-Padilla, 2015
- Trachelas daubei Schmidt, 1971
- Trachelas depressus Platnick & Shadab, 1974
- Trachelas devi Biswas & Raychaudhuri, 2000
- Trachelas digitus Platnick & Shadab, 1974
- Trachelas dilatus Platnick & Shadab, 1974
- Trachelas ductonuda Rivera-Quiroz & Álvarez-Padilla, 2015
- Trachelas ecudobus Chickering, 1972
- Trachelas erectus Platnick & Shadab, 1974
- Trachelas fanjingshan Zhang, Fu & Zhu, 2009
- Trachelas fasciae Zhang, Fu & Zhu, 2009
- Trachelas femoralis Simon, 1898
- Trachelas fuscus Platnick & Shadab, 1974
- Trachelas gaoligongensis Jin, Yin & Zhang, 2017
- Trachelas giganteus Platnick & Shadab, 1974
- Trachelas gigapophysis Jin, Yin & Zhang, 2017
- Trachelas hamatus Platnick & Shadab, 1974
- Trachelas hassleri Gertsch, 1942
- Trachelas himalayensis Biswas, 1993
- Trachelas huachucanus Gertsch, 1942
- Trachelas inclinatus Platnick & Shadab, 1974
- Trachelas jamaicensis Gertsch, 1942
- Trachelas japonicus Bösenberg & Strand, 1906
- Trachelas lanceolatus F. O. Pickard-Cambridge, 1899
- Trachelas latus Platnick & Shadab, 1974
- Trachelas mexicanus Banks, 1898
- Trachelas minor O. Pickard-Cambridge, 1872
- Trachelas mombachensis Leister & Miller, 2015
- Trachelas mulcetus Chickering, 1972
- Trachelas nanyueensis Yin, 2012
- Trachelas niger Mello-Leitão, 1922
- Trachelas nigrifemur Mello-Leitão, 1941
- Trachelas oculus Platnick & Shadab, 1974
- Trachelas odoreus Rivera-Quiroz & Álvarez-Padilla, 2015
- Trachelas oreophilus Simon, 1906
- Trachelas organatus Platnick & Shadab, 1974
- Trachelas pacificus Chamberlin & Ivie, 1935
- Trachelas panamanus Chickering, 1937
- Trachelas parallelus Platnick & Shadab, 1974
- Trachelas planus Platnick & Shadab, 1974
- Trachelas prominens Platnick & Shadab, 1974
- Trachelas punctatus Simon, 1886
- Trachelas pusillus Lessert, 1923
- Trachelas quadridens Kraus, 1955
- Trachelas quisquiliarum Simon, 1906
- Trachelas robustus Keyserling, 1891
- Trachelas rotundus Platnick & Shadab, 1974
- Trachelas rugosus Keyserling, 1891
- Trachelas santaemartae Schmidt, 1971
- Trachelas scopulifer Simon, 1896
- Trachelas shilinensis Jin, Yin & Zhang, 2017
- Trachelas similis F. O. Pickard-Cambridge, 1899
- Trachelas sinensis Chen, Peng & Zhao, 1995
- Trachelas sinuosus Platnick & Shadab, 1974
- Trachelas speciosus Banks, 1898
- Trachelas spicus Platnick & Shadab, 1974
- Trachelas spinulatus F. O. Pickard-Cambridge, 1899
- Trachelas spirifer F. O. Pickard-Cambridge, 1899
- Trachelas submissus Gertsch, 1942
- Trachelas sylvae Caporiacco, 1949
- Trachelas tanasevitchi Marusik & Kovblyuk, 2010
- Trachelas tomaculus Platnick & Shadab, 1974
- Trachelas tranquillus (Hentz, 1847)
- Trachelas transversus F. O. Pickard-Cambridge, 1899
- Trachelas triangulus Platnick & Shadab, 1974
- Trachelas tridentatus Mello-Leitão, 1947
- Trachelas trifidus Platnick & Shadab, 1974
- Trachelas truncatulus F. O. Pickard-Cambridge, 1899
- Trachelas uniaculeatus Schmidt, 1956
- Trachelas vitiosus Keyserling, 1891
- Trachelas volutus Gertsch, 1935
- Trachelas vulcani Simon, 1896

### Fòssils
Segons el World Spider Catalog versió 19.0 (2018), existeixen els següents gèneres fòssils:
- †Trachelas poinari Penney, 2001